# Parci
Parci (cyr. Парци) – wieś w Czarnogórze, w gminie Podgorica. W 2011 roku liczyła 31 mieszkańców.